# Chomelia bahiae
Chomelia bahiae är en måreväxtart som beskrevs av Joseph Harold Kirkbride. Chomelia bahiae ingår i släktet Chomelia och familjen måreväxter. Inga underarter finns listade i Catalogue of Life.